# Браславская гряда
Браславская гряда (бел. Браслаўская града, Браслаўскае ўзвышша) — возвышенность на западе Витебской области на территории Браславского и Миорского районов.

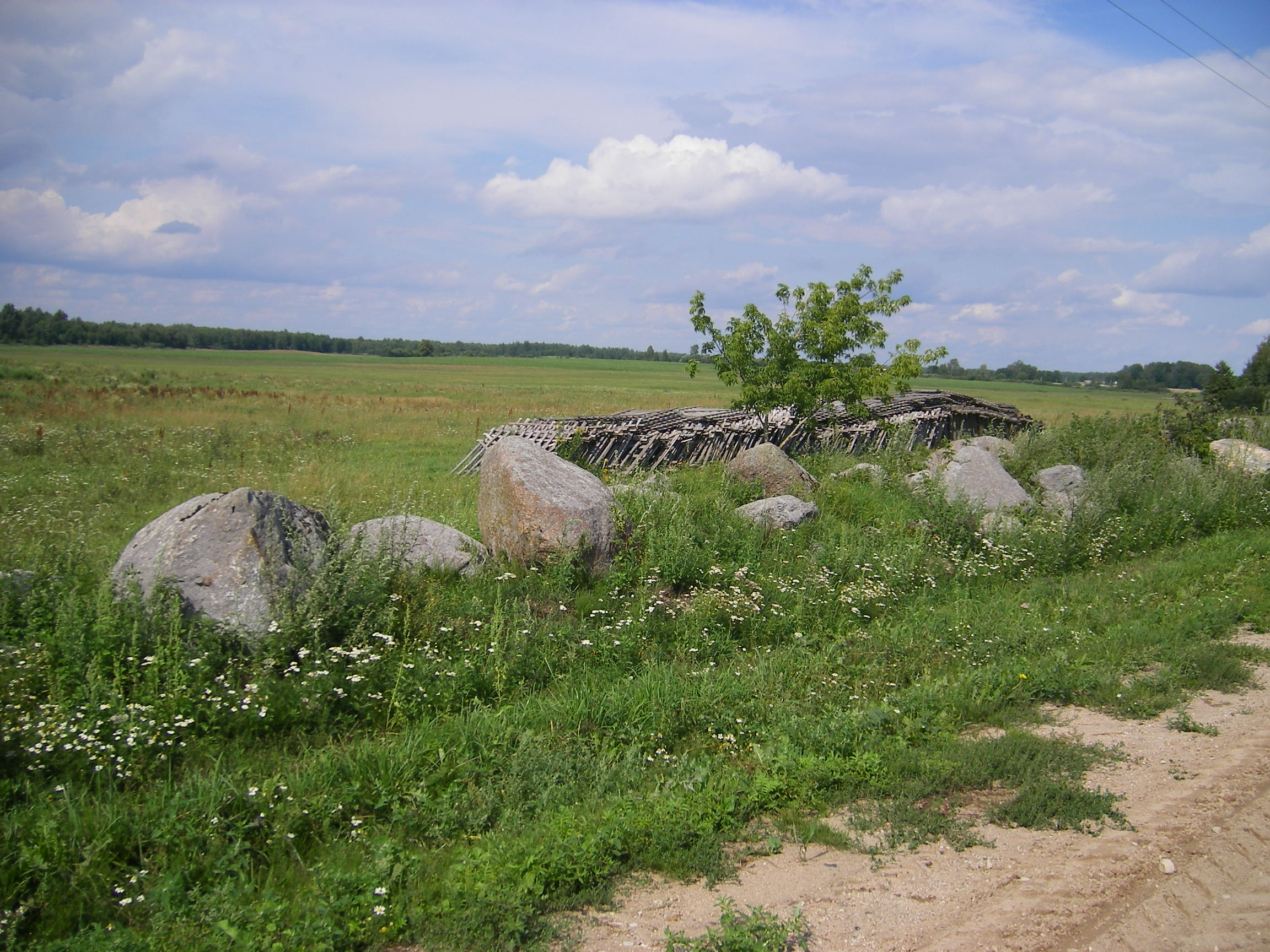
Пейзаж Браславской гряды

Гряда имеет площадь 1,9 тыс. км² (66×60 км), высшая точка — 210 м над уровнем моря. Около 10 % территории занимают озёра, некоторые относятся к Браславской группе. Речная система относится к бассейну Западной Двины. Крупнейшие реки — Друйка, Дружнянка, Окунёвка. На севере гряда ограничена Западной Двиной, на востоке и юго-востоке — Полоцкой низменностью и является частью Балтийской гряды.
Современный вид территория приобрела после ухода ледника. Основной тип рельефа гряды — возвышенно-моренный озёрный. Состоит из асимметричных дугообразных гряд, часть из которых являются водоразделами озёрных групп. Среди форм водно-ледниковой аккумуляции распространены камы с относительной высотой 12—30 м, вблизи котловин озёр встречаются озы.
Около 20 % территории покрыто лесами и кустарником. На части территории гряды образован национальный парк «Браславские озёра».